# Behar
Behar, BeHar, Be-har, o B'har (ebraico: בְּהַר — tradotto in italiano: "nel monte”, quinta parola e incipit di questa parashah) 32ª porzione settimanale della Torah (ebr. פָּרָשָׁה – parashah o anche parsha/parscià) nel ciclo annuale ebraico di letture bibliche dal Pentateuco, nona nel Libro del Levitico. Rappresenta il passo 25:1-26:2 di Levitico, che gli ebrei leggono generalmente in maggio.
Il calendario ebraico lunisolare contiene fino a 55 settimane, col numero esatto che varia tra 50 settimane negli anni comuni e 54-55 negli anni bisestili. In questi ultimi (per es. il 2014 e 2016), la Parshah Kedoshim viene letta separatamente. Negli anni comuni (per es. 2012, 2013, 2015, 2017 e 2018), la Parshah Behar è combinata con la parashah successiva, la Bechukotai, per ottenere il numero di letture settimanali necessarie.

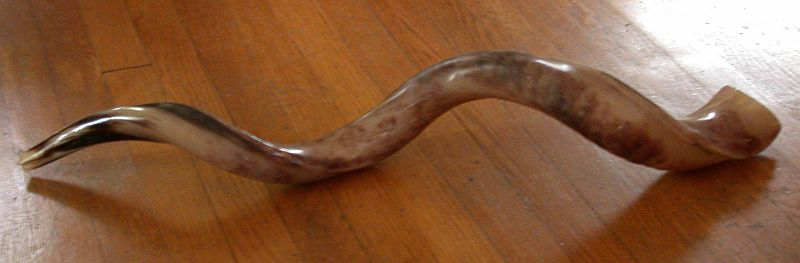
Uno shofar

## Haftarah
La haftarah della parshah è Geremia 32:6-27.
Quando la parshah Behar viene combinata con la parshah Behukotai, la haftarah è quella di Behukotai, Geremia 16:19-17:14

## Menzioni
La parshah ha paralleli o viene discussa nelle seguenti fonti (EN, HE, IT, DE) :

### Non rabbinici
- Libro dei Giubilei capp. 1–50 Terra d'Israele, II secolo p.e.v.